# 2014 NBA Draft
2014 NBA Draft odbył się 26 czerwca 2014 w hali Barclays Center na Brooklynie. Był transmitowany przez stację ESPN. Z numerem pierwszym przez Cleveland Cavaliers wybrany został Andrew Wiggins.
Między 15. a 16. wyborem, komisarz NBA – Adam Silver w imieniu całej ligi dokonał symbolicznego wyboru Isaiaha Austina, który miał uczestniczyć w drafcie, ale kilka dni przed nim musiał zakończyć karierę po wykryciu u niego Zespołu Marfana, chcąc tym samym uhonorować go w szczególny sposób i spełnić jego marzenie o wyborze w drafcie.

## Runda pierwsza
| Numer | Zawodnik          | Pozycja | Narodowość           | Drużyna                | College/poprzednia drużyna                |
| ----- | ----------------- | ------- | -------------------- | ---------------------- | ----------------------------------------- |
| 1     | Andrew Wiggins    | SF/SG   | Kanada               | Cleveland Cavaliers    | Kansas                                    |
| 2     | Jabari Parker     | SF/PF   | Stany Zjednoczone    | Milwaukee Bucks        | Duke                                      |
| 3     | Joel Embiid       | C       | Kamerun              | Philadelphia 76ers     | Kansas                                    |
| 4     | Aaron Gordon      | PF/SF   | Stany Zjednoczone    | Orlando Magic          | Arizona                                   |
| 5     | Dante Exum        | SG/PG   | Australia            | Utah Jazz              | Australian Institute of Sport (Australia) |
| 6     | Marcus Smart      | PG/SG   | Stany Zjednoczone    | Boston Celtics         | Oklahoma State                            |
| 7     | Julius Randle     | PF/C    | Stany Zjednoczone    | Los Angeles Lakers     | Kentucky                                  |
| 8     | Nik Stauskas      | SG/SF   | Kanada               | Sacramento Kings       | Michigan                                  |
| 9     | Noah Vonleh       | PF/C    | Stany Zjednoczone    | Charlotte Hornets      | Indiana                                   |
| 10    | Elfrid Payton     | PG      | Stany Zjednoczone    | Philadelphia 76ers     | Lafayette-Louisiana                       |
| 11    | Doug McDermott    | SG/SF   | Stany Zjednoczone    | Denver Nuggets         | Creighton                                 |
| 12    | Dario Šarić       | PF/SF   | Chorwacja            | Orlando Magic          | Anadolu Efes SK (Turcja)                  |
| 13    | Zach LaVine       | SG      | Stany Zjednoczone    | Minnesota Timberwolves | UCLA                                      |
| 14    | T.J. Warren       | SF      | Stany Zjednoczone    | Phoenix Suns           | North Carolina State                      |
| 15    | Adreian Payne     | PF/C    | Stany Zjednoczone    | Atlanta Hawks          | Michigan State                            |
| 16    | Jusuf Nurkić      | C       | Bośnia i Hercegowina | Chicago Bulls          | KK Cedevita (Chorwacja)                   |
| 17    | James Young       | SG/SF   | Stany Zjednoczone    | Boston Celtics         | Kentucky                                  |
| 18    | Tyler Ennis       | PG      | Kanada               | Phoenix Suns           | Syracuse                                  |
| 19    | Gary Harris       | SG/PG   | Stany Zjednoczone    | Chicago Bulls          | Michigan State                            |
| 20    | Bruno Caboclo     | SF      | Brazylia             | Toronto Raptors        | Esporte Clube Pinheiros (Brazylia)        |
| 21    | Mitch McGary      | PF/C    | Stany Zjednoczone    | Oklahoma City Thunder  | Michigan                                  |
| 22    | Jordan Adams      | SG      | Stany Zjednoczone    | Memphis Grizzlies      | UCLA                                      |
| 23    | Rodney Hood       | SF      | Stany Zjednoczone    | Utah Jazz              | Duke                                      |
| 24    | Shabazz Napier    | PG      | Stany Zjednoczone    | Charlotte Hornets      | Connecticut                               |
| 25    | Clint Capela      | PF      | Szwajcaria           | Houston Rockets        | Élan Sportif Chalonnais (Francja)         |
| 26    | P.J. Hairston     | SG      | Stany Zjednoczone    | Miami Heat             | Texas Legends (D-League)                  |
| 27    | Bogdan Bogdanović | SG      | Serbia               | Phoenix Suns           | KK Partizan Belgrad (Serbia)              |
| 28    | C. J. Wilcox      | SG      | Stany Zjednoczone    | Los Angeles Clippers   | Washington                                |
| 29    | John Huestis      | SF      | Stany Zjednoczone    | Oklahoma City Thunder  | Stanford                                  |
| 30    | Kyle Anderson     | SF      | Stany Zjednoczone    | San Antonio Spurs      | UCLA                                      |

## Runda druga
| Numer | Zawodnik             | Pozycja | Narodowość                    | Drużyna                | College/poprzednia drużyna       |
| ----- | -------------------- | ------- | ----------------------------- | ---------------------- | -------------------------------- |
| 31    | Damien Inglis        | SF      | Francja                       | Milwaukee Bucks        | Chorale Roanne Basket (Francja)  |
| 32    | K.J. McDaniels       | SF      | Stany Zjednoczone             | Philadelphia 76ers     | Clemson                          |
| 33    | Joe Harris           | SF      | Stany Zjednoczone             | Cleveland Cavaliers    | Virginia                         |
| 34    | Cleanthony Early     | SF      | Stany Zjednoczone             | New York Knicks        | Wichita State                    |
| 35    | Jarnell Stokes       | PF      | Stany Zjednoczone             | Utah Jazz              | Tennessee                        |
| 36    | Johnny O’Bryant III  | PF      | Stany Zjednoczone             | Milwaukee Bucks        | LSU                              |
| 37    | DeAndre Daniels      | SF      | Stany Zjednoczone             | Toronto Raptors        | Connecticut                      |
| 38    | Spencer Dinwiddie    | SG      | Stany Zjednoczone             | Detroit Pistons        | Colorado                         |
| 39    | Jerami Grant         | SF      | Stany Zjednoczone             | Philadelphia 76ers     | Syracuse                         |
| 40    | Glenn Robinson III   | SF      | Stany Zjednoczone             | Minnesota Timberwolves | Michigan                         |
| 41    | Nikola Jokić         | C       | Serbia                        | Denver Nuggets         | KK Mega Vizura (Hiszpania)       |
| 42    | Nik Johnson          | SG      | Stany Zjednoczone             | Houston Rockets        | Arizona                          |
| 43    | Walter Tavares       | C       | Republika Zielonego Przylądka | Atlanta Hawks          | CB Gran Canaria (Hiszpania)      |
| 44    | Markel Brown         | SG      | Stany Zjednoczone             | Minnesota Timberwolves | Oklahoma State                   |
| 45    | Dwight Powell        | PF      | Stany Zjednoczone             | Charlotte Hornets      | Stanford                         |
| 46    | Jordan Clarkson      | PG      | Stany Zjednoczone             | Washington Wizards     | Missouri                         |
| 47    | Russ Smith           | PG      | Stany Zjednoczone             | Philadelphia 76ers     | Louisville                       |
| 48    | Lamar Patterson      | SG      | Stany Zjednoczone             | Milwaukee Bucks        | Pittsburgh                       |
| 49    | Cameron Bairstow     | PF      | Australia                     | Chicago Bulls          | New Mexico                       |
| 50    | Alec Brown           | C       | Stany Zjednoczone             | Phoenix Suns           | Green Bay                        |
| 51    | Tanasis Andetokunmbo | SF      | Grecja                        | New York Knicks        | Delaware 87ers (D-League)        |
| 52    | Vasilije Micić       | PG      | Serbia                        | Philadelphia 76ers     | KK Mega Vizura (Hiszpania)       |
| 53    | Alessandro Gentile   | SF      | Włochy                        | Minnesota Timberwolves | Olimpia Milano (Włochy)          |
| 54    | Nemanja Dangubić     | SG      | Serbia                        | Miami Heat             | KK Mega Vizura (Hiszpania)       |
| 55    | Smeaj Christon       | PG      | Stany Zjednoczone             | Philadelphia 76ers     | Xavier                           |
| 56    | Roy Devyn Marble     | SG      | Stany Zjednoczone             | Denver Nuggets         | Iowa                             |
| 57    | Louis Labeyrie       | PF      | Francja                       | Indiana Pacers         | Paris-Levallois Basket (Francja) |
| 58    | Jordan McRae         | SG      | Stany Zjednoczone             | San Antonio Spurs      | Tennessee                        |
| 59    | Xavier Thames        | PG      | Stany Zjednoczone             | Toronto Raptors        | San Diege State                  |
| 60    | Cory Jefferson       | PF      | Stany Zjednoczone             | San Antonio Spurs      | Baylor                           |